# 淨土寺 (小野市)
淨土寺，位於日本兵庫縣小野市，1190年至1198年間建立，是日本佛教真言宗的一組寺廟群，當中的淨土堂是“大佛样”形制的基准之作，被視為日本國寶，而藥師堂則被評定為日本重要文化遺產。

## 圖片集

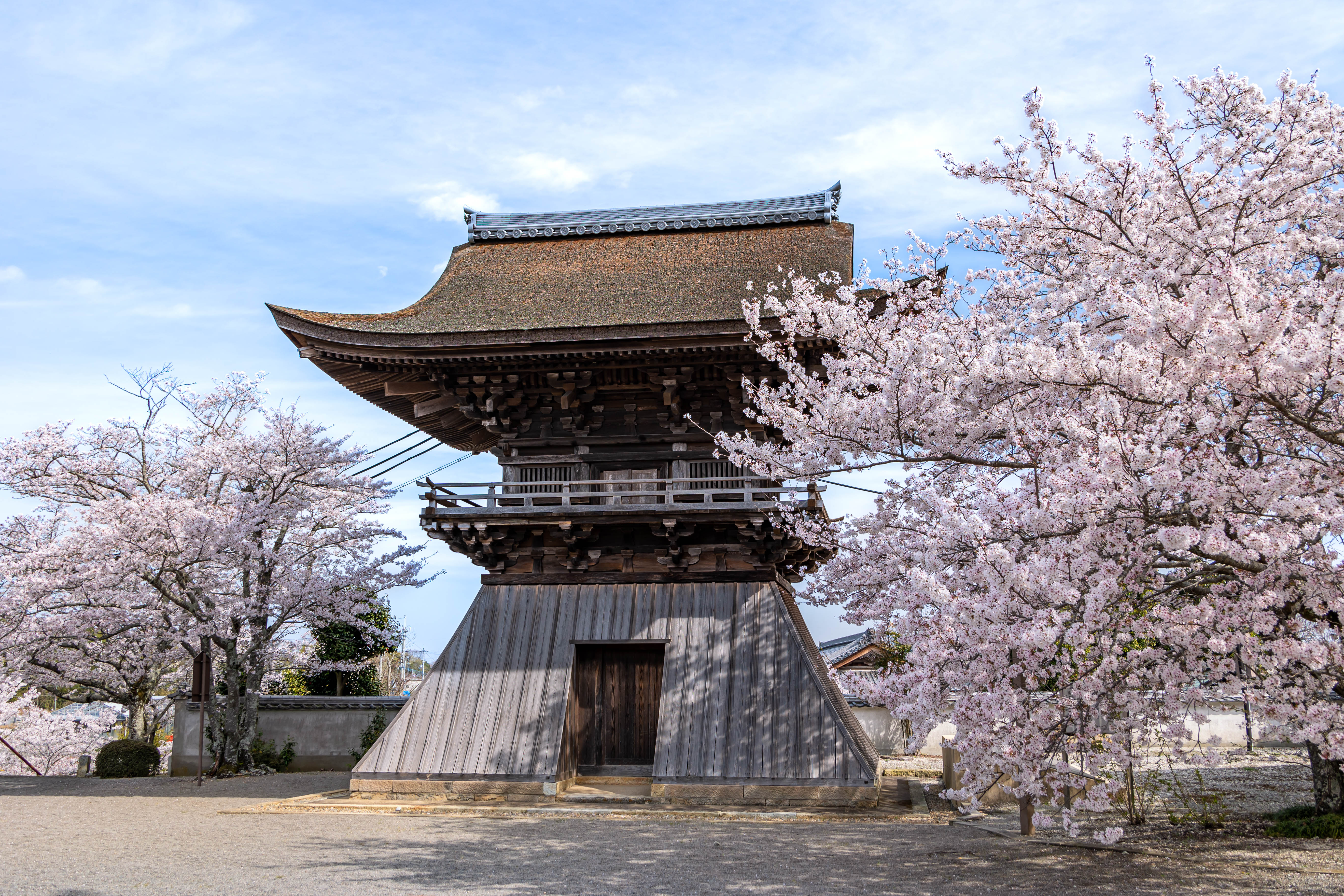
鐘楼
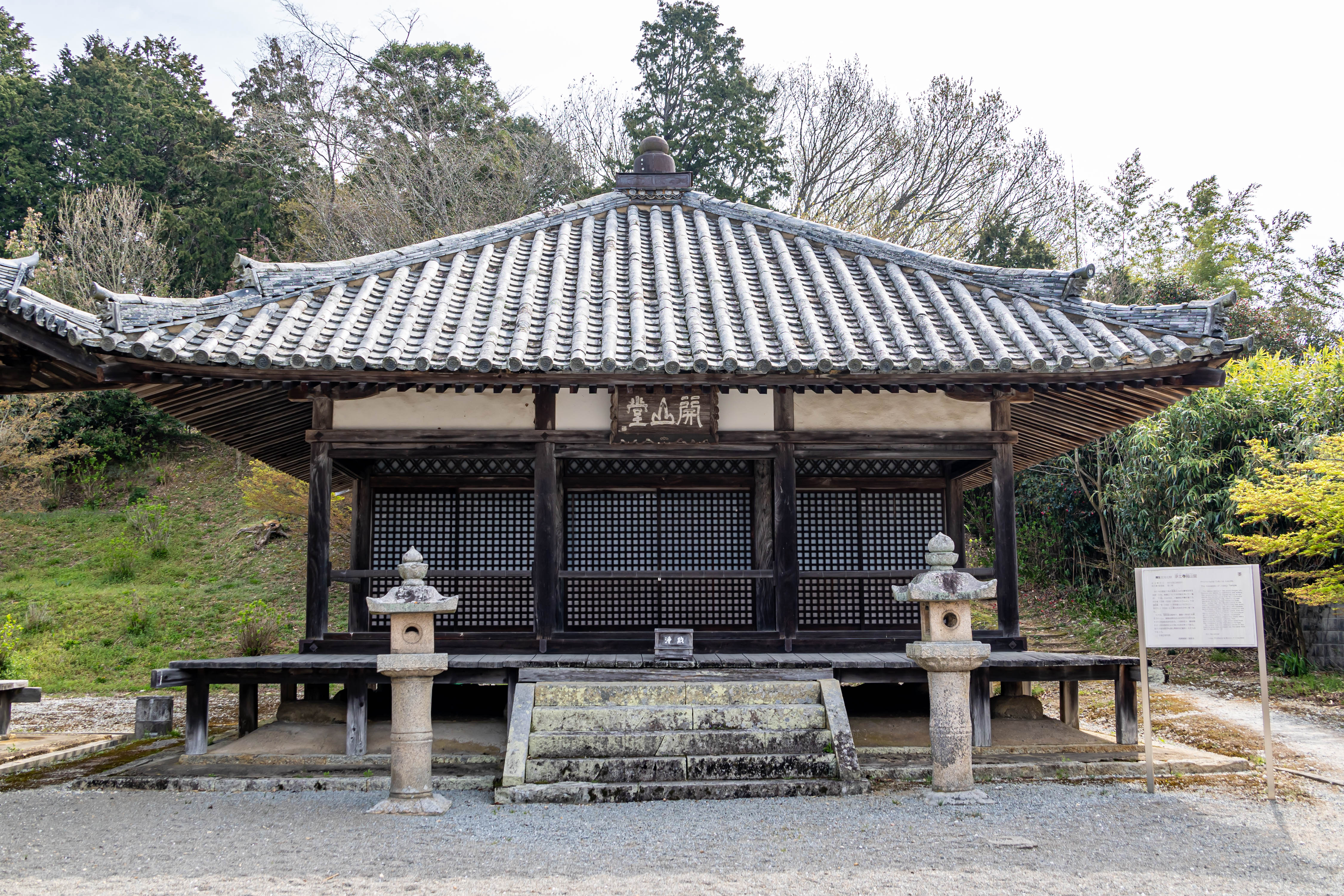
開山堂
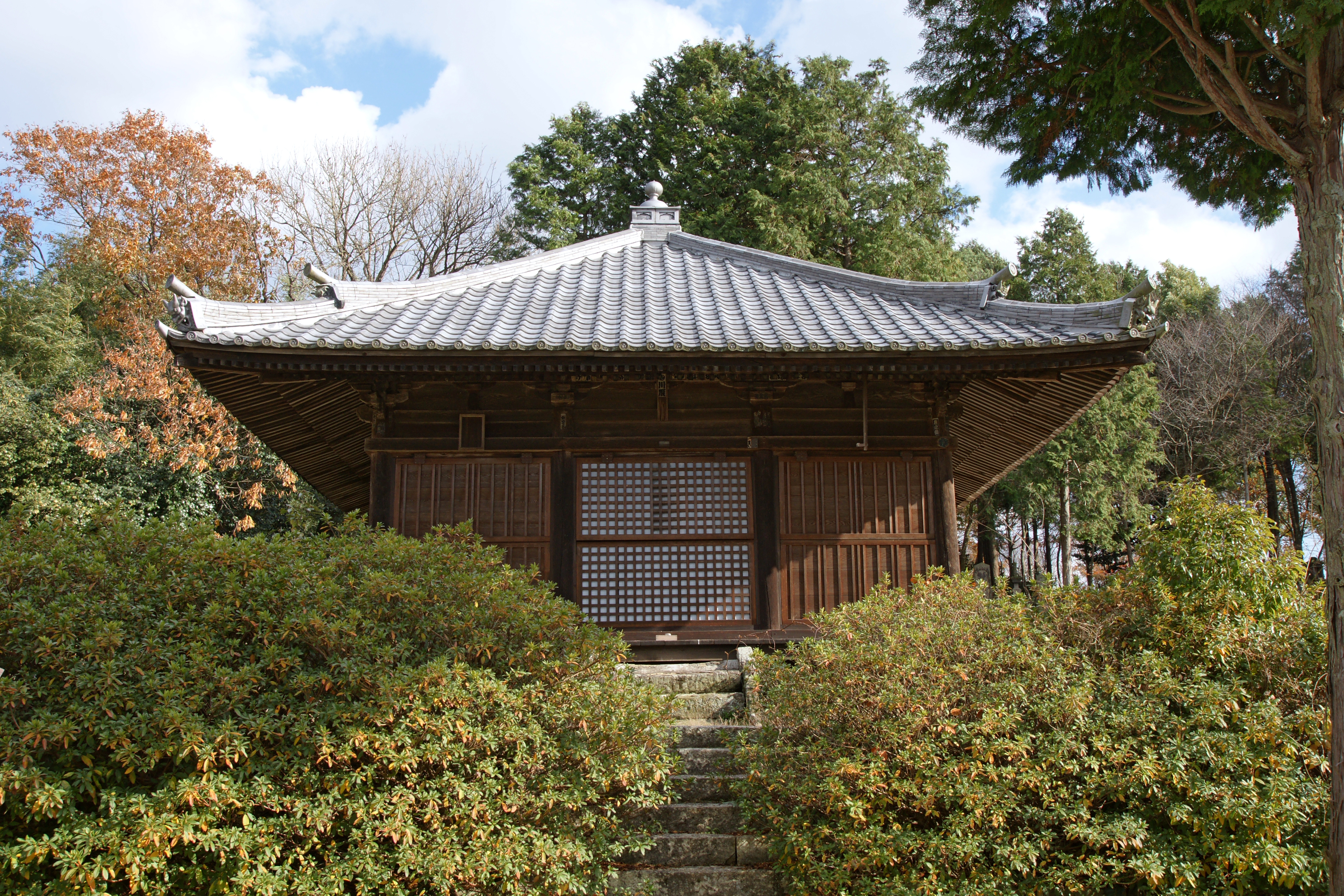
不動堂
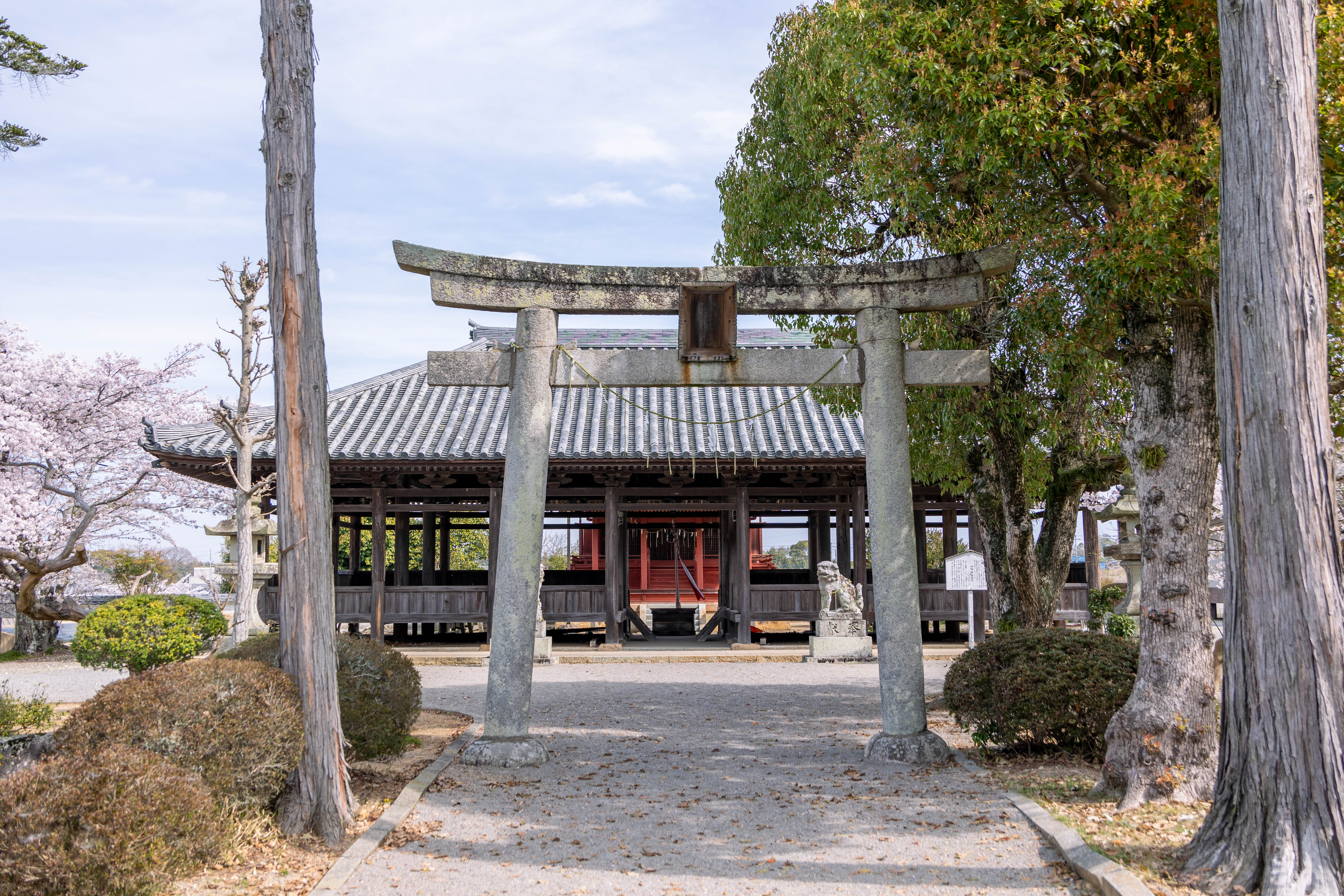
八幡神社拜殿

## 交通
- 神戶電鐵粟生線小野站下車，轉乘神姬巴士（日语：神姫バス）前往。

## 關連項目
- 阿彌陀三尊

## 外部連結
- 神戸大学附属図書館「浄土寺縁起」 （页面存档备份，存于）（日語）
- 坂田暁洋「図形科学的手法による浄土寺浄土堂内の光環境の分析」（PDF）[永久]（日語）